# Dr.検事モロハシ
『Dr.検事モロハシ』（ドクターけんじモロハシ）は、能田茂による日本の漫画、およびそれを原作としたテレビドラマ。
『ビジネスジャンプ』（集英社）で2007年10号から2008年9号まで連載された。

## 単行本
- 能田茂 『Dr.検事モロハシ』 集英社〈ヤングジャンプ・コミックス〉、全3巻
  1. 2007年10月19日発売 ISBN 978-4-08-877344-5
  2. 2008年2月19日発売 ISBN 978-4-08-877401-5
  3. 2008年5月19日発売 ISBN 978-4-08-877453-4

## テレビドラマ
フジテレビ系で2012年と2014年に放送されたシリーズ。全2回。主演は稲垣吾郎。
医療とは最高のモラルが問われる職業だ。自らの地位を守るため患者の尊厳を考えない隠蔽工作は決して許さない。
医療過誤は病院内で揉み消してしまうと実態が見えてこない。そのため、病院内に潜入し一連の不正を暴く目的で東京地方検察庁医療特捜部が設置される。

### キャスト

#### 東京地方検察庁医療特捜部
諸橋 正志
演 - 稲垣吾郎（SMAP）
元医師、検事。執刀ミスで患者を死亡させた上司を告発し、前職の東南大学病院を解雇される。
森下 椿
演 - 吹石一恵
看護師免許を持つ医療事務官。
奈良 徳和
演 - 松方弘樹
部長、諸橋の上司。一級検事。
堀内
演 - 団時朗（第2作）
次席検事。

#### 清稜医科大学病院
沖田 涼子
演 - 木村佳乃
池谷の指導医、胸部心臓外科医。手術の成功率を上げるため、一ノ瀬にヘッドハンティングされ、清稜医科大学病院に赴任する。
池谷 一樹
演 - 山田親太朗
胸部心臓外科研修医。1人で執刀する技術がないと思い込み、患者の治療に消極的である。
岡本 圭一
演 - 鈴木浩介（第1作）
胸部心臓外科医。中途採用の医者、自分は外様で出世の道がないと嘆いている。
尾崎 裕子
演 - 大路恵美（第1作）
麻酔科医、病院の創業者である理事長の孫娘。他の医者と違い患者本位で考えられる善良な医師の心を持つ。
仁科 恭子
演 - 安田美沙子（第1作）
看護師。竹原と不倫関係にある。
大塚 明日香
演 - 佐津川愛美（第1作）
看護師。母子家庭で育ち、心臓が弱ってきた母親を心配する。
竹原 誠一
演 - 袴田吉彦（第1作）
胸部心臓外科准教授。大西と教授選を争っている。
大西 正純
演 - 神尾佑（第1作）
胸部心臓外科准教授。女性アイドル長峰葵の執刀ミスからPTSDに陥り、メスを握れなくなる。
一ノ瀬 晴彦
演 - 大和田獏（第1作）
胸部心臓外科教授。利権に塗れ、自分の出世にしか興味を示さない。
関田 博
演 - 越村公一（第2作）
院長。

#### その他（第1作）
大塚 靖子
演 - 宮崎美子
明日香の母。娘が病院で責任を持ち、働いているか不安に思っている。
二宮 千絵
演 - 美保純
元東京地方検察庁事務官、カジュアルレストラン店長。
大橋 笑子
演 - 伊藤星
律子の娘、重い心臓疾患を患い入院している。
大橋 律子
演 - 雨音めぐみ
笑子を実の娘のように想い、1日でも早く回復して欲しいと願っている。
長峰 葵
演 - 上間美緒
人気絶頂の女性アイドル。命を落とす重い心臓疾患ではなかったが、術中に急変しそのまま亡くなってしまう。
水沼 雄一
演 - 野元学二
長峰葵の手術後、沖田涼子の様子を目撃していた。
間宮 義彦
演 - 野間口徹
岩松製薬会社MR。一ノ瀬にリベートを渡し、優遇されるように取り計らう。

#### 第2作のみ
- 麻生友樹（愛聖病院医師） - 石黒賢
- 新田透（愛聖病院・院長） - 中村育二
- 小坂信介（愛聖病院・事務長） - 阪田マサノブ
- 岩田紀子（大宅島診療所医師） - 野波麻帆
- 北島雅彦（紀子の恋人） - 黄川田将也
- 伊藤恵（大宅島診療所看護師） - 入山法子
- 佐川珠代（大宅島居酒屋女将・妊婦） - 三倉佳奈
- 佐川辰雄（珠代の父） - 大河内浩
- 川村祐介（麻生の同期） - 遠山俊也
- 真田（警視庁刑事） - 伊藤高史
- 上野和也（科捜研） - 田中幸太朗
- 佐久間陽一（厚生労働省・官房秘書） - 丸山智己
- 青木俊作（内閣府医療統括官） - 岩城滉一
- 西条顕子 - 長谷部瞳
- 落合智子 - 大谷みつほ
- 平井彩花 - 田中広子

### スタッフ
- 原案 - 能田茂「Dr.検事モロハシ」（集英社）
- 脚本 - 大石哲也
- 演出 - 七高剛
- 演出補 - 三橋利行
- 企画 - 立松嗣章（フジテレビ）
- 編成 - 加藤達也（フジテレビ）
- 選曲 - 泉清二
- VFXディレクター - 山本雅之（FILM）
- CG - 戸梶雅章
- スタントコーディネーター - 大内貴仁（A-TRIBE）
- 医療指導 - 山本昌督
- 看護指導 - 依田夜樹、成田睦美、佐々木愛
- プロデューサー - 古郡真也
- プロデューサー補 - 大坪加奈
- 制作協力 - FILM
- 制作著作 - フジテレビ

### 放送日程
| 話数 | 放送日        | サブタイトル | 脚本     | 演出   |
| ---- | ------------- | --- | -------- | ------ |
| 1    | 2012年3月23日 | 医師と検事！二つの顔を持つ男!? 続発する医療ミスと死の真相？ 完璧なバチスタチームに隠された嘘と大病院にうごめく権力と金！今正義のメスが入る                     | 大石哲也 | 七高剛 |
| 2    | 2014年7月01日 | 医師×検事！二つの顔を持つ男！ 連続する出産事故と不審死の謎・巨大病院が隠す悪魔の研究とは？ 新たな命を巡る国家規模の策謀と失われた母親の想い…今正義のメスが入る | 大石哲也 | 七高剛 |